# Бодин, Иван
Эрик Иван Бодин (швед. Erik Ivan Bodin; 20 июля 1923, Сундсвалль — 29 августа 1991) — шведский футболист и хоккеист с мячом, защитник.

## Карьера
Иван Бодин начал карьеру в клубе «Мелархёйденс», оттуда в 1948 году он перешёл в АИК. Его дебют состоялся 22 августа 1948 году в матче с «Хальмией», в котором клуб Ивана победил 3:1. Всего за клуб защитник провёл 107 матчей и забил 15 голов, играя до 1955 года, за исключением сезона 1951 года, который Бодин пропустил почти полностью из-за тяжёлой травмы мениска.
В 1950 году Иван был включён в состав сборной Швеции, уезжающий на первый послевоенный чемпионат мира. Но сам игрок в последний момент, будучи включённым в заявку команды, на сам турнир не поехал из-за болезни его малолетней дочери.

## Личная жизнь
Бодин был женат. Супруга — Бритт, дети — Гунилла (1949 года рождения) и Ларс (родился в 1955 году). Бритт являлась двоюродной сестрой супруги другого известного игрока, Леннарта Аскингерса.

## Международная статистика
| Матчи Ивана Бодина за сборную Швеции | Матчи Ивана Бодина за сборную Швеции | Матчи Ивана Бодина за сборную Швеции | Матчи Ивана Бодина за сборную Швеции | Матчи Ивана Бодина за сборную Швеции | Матчи Ивана Бодина за сборную Швеции | Матчи Ивана Бодина за сборную Швеции |
| ------------------------------------ | ------------------------------------ | ------------------------------------ | ------------------------------------ | ------------------------------------ | ------------------------------------ | ------------------------------------ |
| №                                    | Дата                                 | Место проведения                     | Оппонент                             | Счёт                                 | Голы                                 | Турнир                               |
| 1                                    | 2 сентября 1951                      | Стокгольм                            | Финляндия                            | 3:2                                  | —                                    | Товарищеский матч                    |